# 鳩川

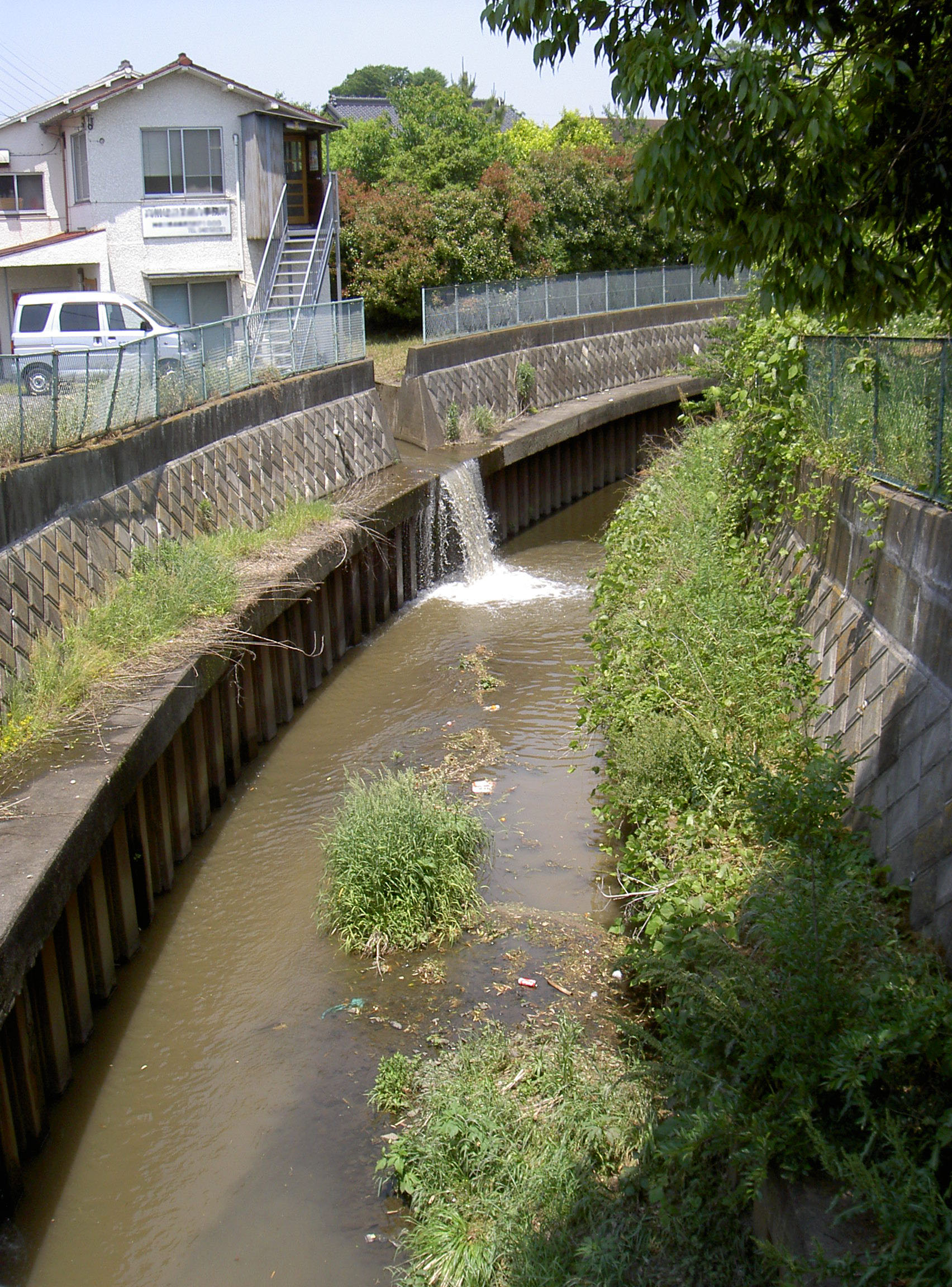
座間市と相模原市の境界（相武台下駅付近）を流れる鳩川

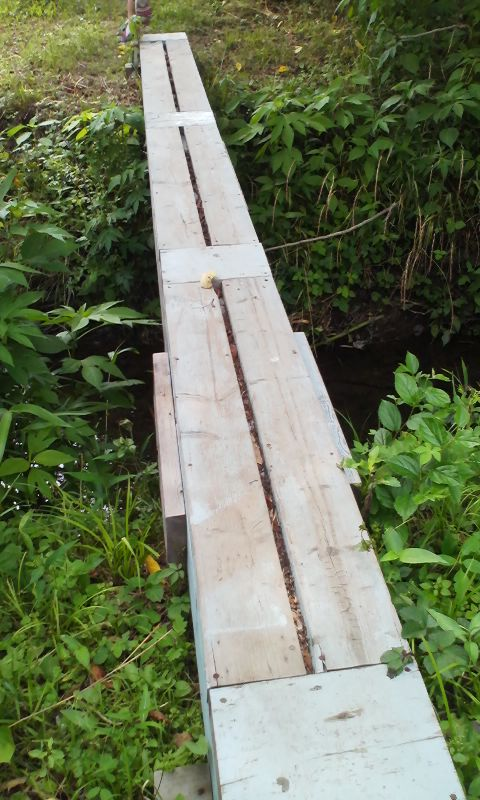
遊歩道から相模三川公園に通じる敷地内の鳩川の橋

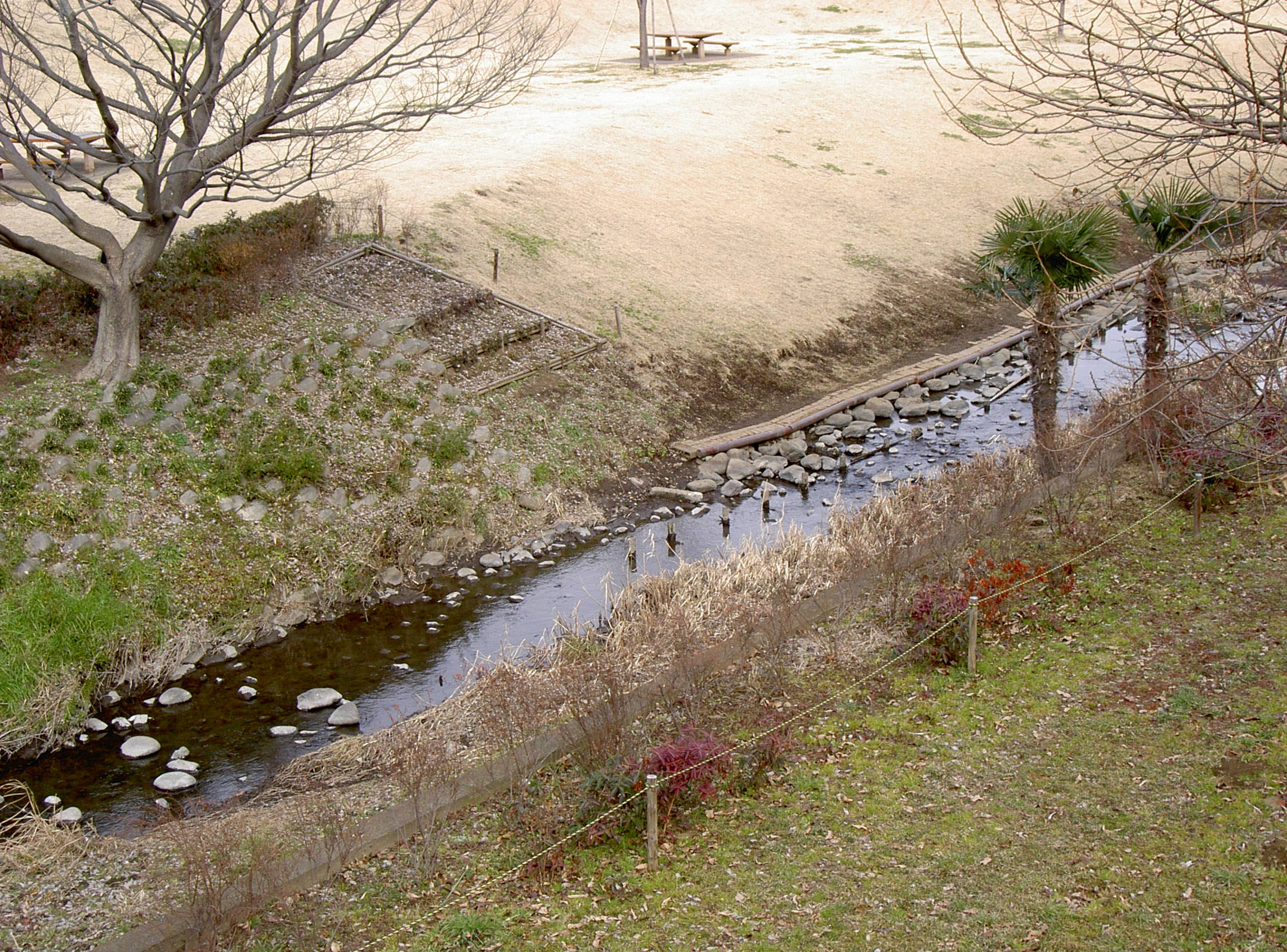
相模三川公園敷地内を流れる鳩川

鳩川（はとがわ）は、神奈川県相模原市から海老名市にかけて流れる相模川水系の河川。

## 地理
神奈川県相模原市の大島団地付近に源を発し南東に流れる。JR東日本相模線と平行し、海老名市河原口付近で相模川に合流する。
全体的に川幅は狭い。相模原市磯部には平行する相模川への分水路があり、そのため磯部以南では流量が減り、座間市入谷付近では農業用水路のように川幅が細い。
周辺小中学校の校庭下には貯水池が設けられている。
下流の海老名市上郷では相模三川公園の敷地内を通過しており、遊歩道が整備されている。
遊歩道の下流は、鬱蒼とした場所だが、道は整備されており、時折、ジョギングしている人、散歩している人がある。
古くは有鹿（あるか）川と呼ばれ、相模川との合流地の左岸には延喜式内社の有鹿神社が鎮座し、中流の相模原市磯部付近の有鹿谷（あるかやと）には有鹿神社奥社が祀られ、古墳時代の勝坂有鹿谷遺跡や縄文時代の勝坂遺跡なども見つかっている。
江戸時代は旗川と呼ばれ、これが転じて鳩川と呼ばれるようになったと推測される。
大島団地付近には、源である事を示す石碑が設置されている。

## 流域の自治体
神奈川県
相模原市、座間市、海老名市

## 支流
- 姥川
- 道保川
- 鳩川分水路（分流）

## 並行する交通

### 鉄道
- JR東日本相模線（番田駅～入谷駅間）

### 道路
- 神奈川県道508号厚木城山線（神奈川県相模原市大島～相模原市上溝字番田間）